# Luis de Santiago y Aguirrebengoa
Luis de Santiago y Aguirrebengoa   (12 de juliol de 1854 - Madrid, 16 de maig de 1930) fou un militar i polític espanyol, ministre durant el regnat d'Alfons XIII.
Es graduà a l'Acadèmia d'Artilleria de Segòvia i arribaria a la graduació de general. El 1913-1918 va rebre el Premi Daoíz. Fou nomenat Ministre de Guerra en el quart govern d'Antoni Maura i Montaner entre abril i juliol de 1919.